# Condado de Dorchester (Carolina del Sur)
El condado de Dorchester (en inglés: Dorchester County, South Carolina), fundado en 1897, es uno de los 46 condados del estado estadounidense de Carolina del Sur. En el año 2000 tenía una población de 96 413 habitantes con una densidad poblacional de 65 personas por km². La sede del condado es St. George.

## Geografía
Según la Oficina del Censo, el condado tiene un área total de 1494 km² (576,8 mi²), de la cual 1489 km² (574,9 mi²) es tierra y 5 km² (1,9 mi²) es agua.

### Condados adyacentes
- Condado de Berkeley este
- Condado de Charleston sureste
- Condado de Colleton suroeste
- Condado de Bamberg oeste
- Condado de Orangeburg noroeste

## Demografía
En el 2000 la renta per cápita promedia del condado era de $43 316, y el ingreso promedio para una familia era de $50 177. El ingreso per cápita para el condado era de $18 840. En 2000 los hombres tenían un ingreso per cápita de $35 423 contra $24 405 para las mujeres. Alrededor del 9.70% de la población estaba bajo el umbral de pobreza nacional.

## Lugares

### Ciudades y pueblos
- Harleyville
- North Charleston
- Reevesville
- Ridgeville
- St. George
- Summerville
- Ladson